# Афанасий (Кудюк)
Архиепи́скоп Афана́сий (в миру Алекса́ндр Григо́рьевич Кудю́к; 18 февраля 1927 года, Красное Село, Бельский повят, Белостокское воеводство, Польша — 1 мая 2002 года, Пермь, Пермская область, Россия) — епископ Русской православной Церкви; с 28 марта 1984 года по 13 марта 2002 года — управляющий Пермской епархией.
Тезоименитство — 2 (15) мая, день памяти святителя Афанасия Великого.

## Биография
Родился 18 февраля 1927 года в Польше, в Красном Селе (позднее — Бельского района Белостокской области БССР) в крестьянской семье. В 1945 году его родители со всем семейством переселились на жительство в г. Слоним Гродненской области, где Александр в том же году поступил послушником в Свято-Успенский Жировицкий монастырь.
В 1946 году поступил в Московскую духовную семинарию, которую окончил в 1948 году. Продолжил образование в Московской духовной академии. В 1950 году, на втором курсе академии, пострижен в монашество с именем Афанасий (в честь святителя Афанасия Великого) и в день Святой Троицы, 23 мая, рукоположён во иеродиакона Блаженным Юстинианом, Патриархом Румынской Православной Церкви, гостившим в те дни в Троице-Сергиевой Лавре.
В июне 1952 года в день Святой Троицы митрополитом Новосибирским и Барнаульским Варфоломеем (Городцовым) рукоположён в сан иеромонаха. В том же году защитил кандидатскую диссертацию на тему «Египетское монашество в IV веке по творениям великих подвижников: Антония Великого, Пахомия Великого, Макария Великого и по Лавсаику» и окончил академию со степенью кандидата богословия. По окончании академии был оставлен при ней заведующим академической библиотекой и преподавателем Церковного Устава в семинарии.
В 1955 году указом Святейшего Патриарха Алексия I направлен в Ташкентскую епархию, где нёс послушание секретаря правящего архиерея и состоял в клире Успенского кафедрального собора.
В 1956 году переехал в Жировицкий монастырь, где был определён преподавателем Минской духовной семинарии.
В 1958 году возведён в сан архимандрита и назначен настоятелем Никольского кафедрального собора г. Алма-Аты.
С 1961 года служил на приходах Минской епархии, с июля 1978 года нёс послушание благочинного Жировицкого монастыря. В 1980 году к празднику Святой Пасхи награждён орденом Преподобного Сергия Радонежского 3-й степени. 31 августа этого же года хиротонисан во епископа Пинского, викария Минской епархии. Хиротонию в Свято-Духовском кафедральном соборе города Минска совершили митрополиты Таллинский и Эстонский Алексий, Минский и Белорусский Филарет, архиепископ Смоленский и Вяземский Феодосий, епископ Виленский и Литовский Викторин.
28 марта 1984 года назначен епископом Пермским и Соликамским. 25 января 1987 года награждён орденом преподобного Сергия Радонежского 2-й степени. 25 февраля 1995 года возведён в сан архиепископа. 10 декабря 2001 года награждён орденом Дружбы.
На заседании Священного Синода 13 марта 2002 года удовлетворено прошение архиепископа Пермского и Соликамского Афанасия об удалении его на покой, согласно Уставу Церкви и в связи с достижением 75-летнего возраста. Священный Синод выразил архиепископу Афанасию благодарность за понесённые труды. Скончался 1 мая 2002 года. Незадолго до смерти перенёс инсульт. Отпевание архиепископа Афанасия состоялось в Великую Субботу, 4 мая, в Свято-Троицком Кафедральном соборе города Перми.

## Публикации
- Радость Воскресения // Журнал Московской Патриархии. 1951. — № 5. — С. 45-46.
- Рождественские каникулы учащихся московских духовных школ // Журнал Московской Патриархии. 1952. — № 3. — С. 71.
- Летопись церковной жизни: некролог [Попов К. М., библиотекарь МДА, Москва] // Журнал Московской Патриархии. 1955. — № 3. — С. 20-21.
- Митрополит Алма-Атинский и Казахстанский Николай (некролог) // Журнал Московской Патриархии. 1955. — № 12. — С. 11-13.
- О почитании св. мощей // Журнал Московской Патриархии. 1956. — № 8. — С. 59-63.
- Окончание учебного года в Минской духовной семинарии // Журнал Московской Патриархии. 1957. — № 7. — С. 27-28.
- Торжества освящения Успенского кафедрального собора г. Ташкента // Журнал Московской Патриархии. 1958. — № 11. — С. 13-15.
- Православная Церковь в Польше // Журнал Московской Патриархии. 1972. — № 2. — С. 45.
- Благовещение и Голгофа // Журнал Московской Патриархии. 1972. — № 5. — С. 42-43.
- «Христос Воскресе!» // Журнал Московской Патриархии. 1972. — № 5. — С. 70.
- Напоминания перед исповедью // Журнал Московской Патриархии. 1973. — № 12. — С. 29-30.
- Напоминание перед исповедью // Журнал Московской Патриархии. 1975. — № 11. — С. 35-39.
- Праздник в Жировицком Успенском монастыре // Журнал Московской Патриархии. 1978. — № 10. — С. 10-11.
- Высокопреосвященный архиепископ Ермоген (Голубев) [некролог] // Журнал Московской Патриархии. 1978. — № 11. — С. 21.
- Из жизни Православной Церкви в Польше // Журнал Московской Патриархии. 1980. — № 4. — С. 38-39
- Слово на пассии // Журнал Московской Патриархии. 1985. — № 3. — С. 39-40.
- Святитель Стефан Пермский — миссионер и просветитель // Миссия церкви и современное православное миссионерство: международная богословская конференция к 600-летию свт. Стефана Пермского / Московская высшая православно-христианская школа (9-11 октября 1996 г. ; М.). — М. : Свято-Филаретовская московская высшая православно-христианская школа, 1997. — 226 с. — С. 3-6